# Barragem de Campilhas
A barragem de Campilhas localiza-se no concelho de Santiago do Cacém, distrito de Setúbal, Portugal. Situa-se na ribeira de Campilhas. A barragem foi projectada em 1941 e entrou em funcionamento em 1954, tendo sido inaugurada a 18 de julho.

## Barragem
É uma barragem de aterro. Possui uma altura de 35 m acima da fundação (28 m acima do terreno natural) e um comprimento de coroamento de 711 m (largura 8 m). O volume da barragem é de 680.000 m³. Possui uma capacidade de descarga máxima de 114 (descarga de fundo) + 124 (descarregador de cheias) m³/s.

## Albufeira
A albufeira da barragem apresenta uma superfície inundável ao NPA (Nível Pleno de Armazenamento) de 3,33 km² e tem uma capacidade total de 27,156 Mio. m³ (capacidade útil de 26,156 Mio. m³). As cotas de água na albufeira são: NPA de 108 metros, NMC (Nível Máximo de Cheia) de 109,15 metros e NME (Nível Mínimo de Exploração) de 92,53 metros.

## Central hidroeléctrica
A energia produzida em média por ano é de 0,54 GWh.